# Dan-Axel Broström
För andra betydelser, se Dan Broström (olika betydelser).
Dan-Axel August Broström, född 17 maj 1915 i Hedvig Eleonora församling i Stockholm, död 8 december 1976 i en hjärtattack under ett besök i Acapulco i Mexiko, var en svensk skeppsredare. Vid sin död var Broström skriven i Vasa församling i Göteborg. Han gravsattes på Östra kyrkogården i Göteborg den 20 december 1976.

## Biografi
Dan-Axel Broström fick redan som mycket ung följa med sin far på inspektionsrundor och sjösättningar, och hans fostran baserades helt på arv och tradition. De extremt stora förväntningarna blev Broströms ständige följeslagare. Han växte upp i familjens storslagna hem vid Skyttegatan i Lorensbergs villastad. Broström tog studenten 1934 vid Hvitfeldtska gymnasiet, examen vid Göteborgs handelsinstitut 1935, genomförde studier i Tyskland, England, Frankrike och Finland 1935–1938 och anställdes därefter i Broströmskoncernen 1938. Han var verkställande direktör i Svenska Ostasiatiska Kompaniet 1942–1966, i Broströmskoncernens moderbolag Ångfartygs AB Tirfing 1949–1969, då Kristian von Sydow tog vid. Därefter var han styrelseordförande i samma företag – samt tjugofem andra – till 1973 då ohälsa tvingade honom att lämna alla poster.
Under Broströms ledning utvecklades koncernen kraftigt, och flottan bestod 1965 av 81 stora fartyg, vilket var mer än 1/3 av Sveriges hela handelsflotta. Broström hade många förtroendeuppdrag inom sjöfartens olika organisationer.
Dan-Axel Broström var under flera perioder på 1950-talet intagen på sjukhus samt vistades på kliniker i utlandet för att åtgärda sina hälsoproblem. Hans fysiska hälsa hade påverkats av det hårda sällskapsliv som han redan tidigt ägnat sig åt. Under perioder var han borta från företaget i sådan omfattning att det var till men för verksamheten. Redan 1968 stod det klart att han endast hade några få år kvar att leva.

## Familj
Dan-Axel Broström var son till Dan Broström och Anna Ida Broström, född Mark (1882–1965) samt sonson till Broströmskoncernens grundare, Axel Broström. Han hade tre syskon – Kerstin, Brita och Margaretha. Dan-Axel var gift 1:o 1940–1960 med Ulla Holm (1918–1993), barn: Agneta, Dan (född 1957) och Jacob, 2:o 1961–1967 med Annabella Lee (Jane Ann Haycock), född 1938 i Cradley Heath i West Midlands i England, barn: Axel (1965–1989) och 3:o från 1967 med Heidi Boyce (1939–2022), som var född i Perth i provinsen Ontario i Kanada.

## I populärkulturen
Broström chikaneras i proggmusikern Dan Berglunds låt Dekadansen på plattan Den stora maskeraden från 1979. Han omnämns även i en yngre version av Git Gays paradnummer "Det var på glada Git Gays tid".